# Comunità montana Monti Picentini
La Comunità montana Monti Picentini è un ente locale  della provincia di Salerno. La sede amministrativa è a Giffoni Valle Piana.

## Comuni
A seguito della L.R. n.20 dell'11.12.2008 i comuni appartenenti alla comunità montana sono:
Acerno, Castiglione del Genovesi, Giffoni Sei Casali, Giffoni Valle Piana, Montecorvino Pugliano, Montecorvino Rovella, Olevano sul Tusciano, San Cipriano Picentino.
Precedentemente ne faceva parte anche San Mango Piemonte.